# Elisa Trotta Gamus
Elisa Alejandra Trotta Gamus (Caracas, Venezuela, 8 de abril de 1982) es una abogada, diplomática, conferencista y activista por los Derechos Humanos de nacionalidad venezolana-argentina. El 29 de enero de 2019, fue nombrada por la Asamblea Nacional de Venezuela como embajadora del gobierno interino. Desde la Cancillería argentina precisaron que Trotta Gamus «estaba bajo el formato de misión especial» y «no como embajadora formalmente de Venezuela». Es fundadora de la organización no gubernamental, Alianza por Venezuela, del del Foro Argentino por la Defensa de la Democracia (FADD), del Foro Argentino Contra el Antisemitismo (FACA), y directora del Programa Internacional de la Fundación Federalismo y Libertad.

## Biografía
Nació en el seno de una familia judia. Hija del abogado argentino Alberto Trotta y de la venezolana Raquel Gamus, profesora universitaria.Elisa Alejandra Trotta Gamus nació en Caracas, Venezuela, el 8 de abril de 1982. Luego de finalizar sus estudios en Derecho y de obtener su título de abogada en la Universidad Central de Venezuela (UCV), se especializó en Derecho y Políticas Internacionales en la misma casa de estudio. Fue becaria del Programa Fulbright entre 2008 y 2011 obteniendo una maestría en Desarrollo Internacional Sustentable y otra maestría en Coexistencia y Conflicto. Ambos estudios fueron cursados en Brandeis University, ubicada en Estados Unidos. 
Judía practicante, Trotta se desempeñó como diplomática del Congreso Judío Latinoamericano que organizó en 2018 el encuentro por los 24 años del atentado a la AMIA al que asistieron Sara Garfunkel, madre del fiscal Alberto Nisman; el secretario de Derechos Humanos y Pluralismo Cultural, Claudio Avruj y la gobernadora de la Provincia de Buenos Aires, María Eugenia Vidal.Su nombramiento generó denuncias en el Congreso argentino al no ser reconocido Guaido como presidente de Venezuela por el parlamento argentino

### Carrera política

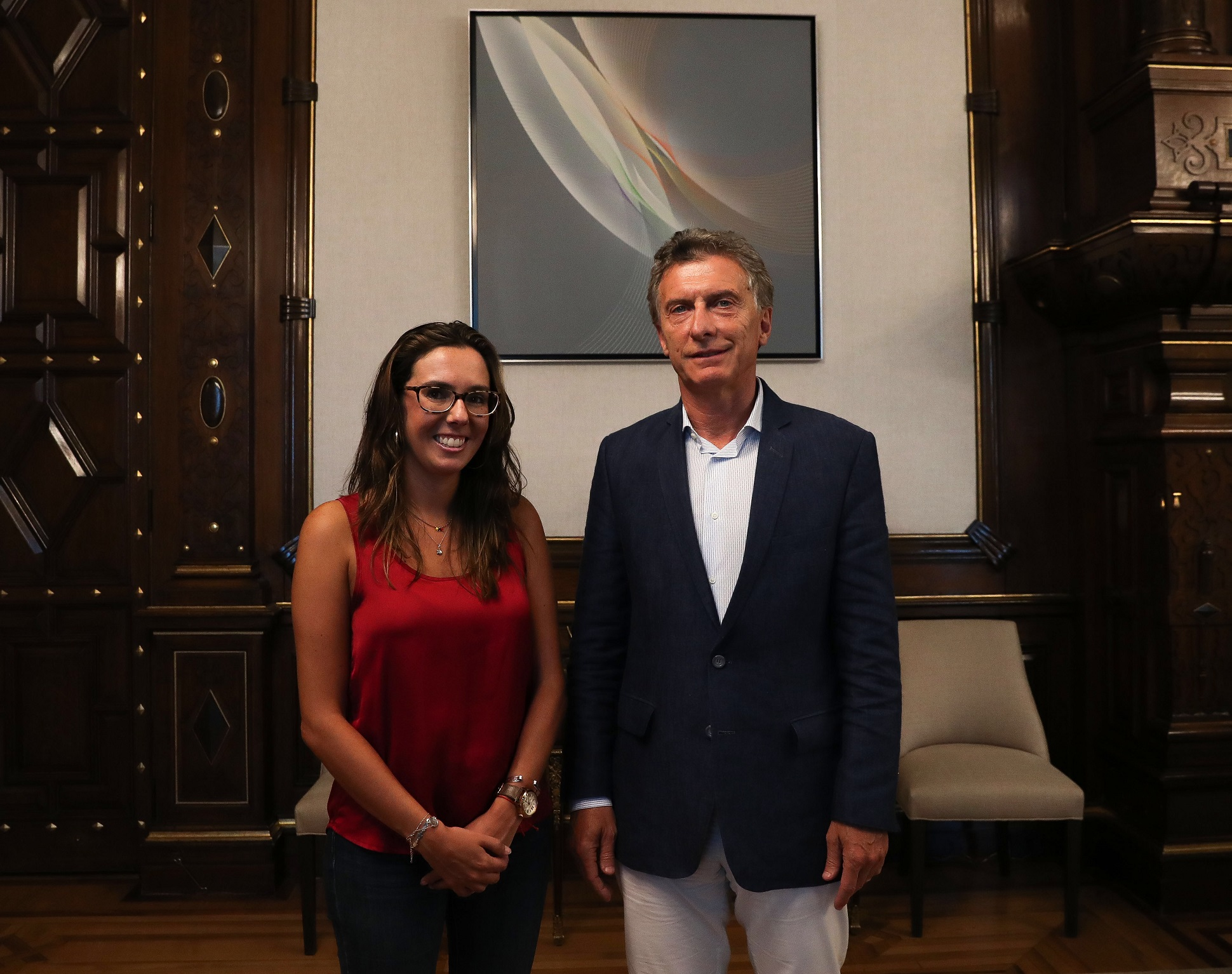
Trotta y Mauricio Macri en la Casa Rosada.

Trotta Venezuela, En 2018 pese a no contar con nacionalidad argentina fue nombrada vía decreto subsecretaría de planificación por la gobernadora María Eugenia Vidal.
 Su organización fue la encargada de organizar la manifestación del 23 de enero de 2019 contra Nicolás Maduro.
El 29 de enero de 2019, fue designada por Guido como su representante ante Argentina, . Ese mismo día, se reunió con el entonces presidente de la Nación Argentina, Mauricio Macri en la Casa Rosada. El 12 de abril de 2019, el Ministerio de Relaciones Exteriores y Culto de Argentina le otorgó las credenciales que la acreditaban como «Representante del Presidente de la Asamblea Nacional y Presidente Encargado de Venezuela» Juan Guaidó. El 7 de enero de 2020, el gobierno de Alberto Fernández le retiró las credenciales diplomáticas.
Desde el año 2020, luego de dar por finalizado su labor como representante diplomática, continuó vinculada a la causa democrática venezolana como voz de consulta mediática en la Argentina y coordinando diversas iniciativas para ayudar a miles de venezolanos que se encuentran en situación de vulnerabilidad.[cita requerida]

## Vida Personal
Trotta Gamus se encuentra en pareja y es madre de dos hijos nacidos en la Argentina.[cita requerida] Además de activista contra el antisemítismo, Trotta es judia practicante. 
Es sobrina de la exdiputada y dirigente de Acción Democrática, Paulina Gamus.